# Werner Keil (Musikwissenschaftler)
Werner Keil (* 1952 in Moers) ist ein deutscher Musikwissenschaftler und Hochschullehrer.

## Leben
Keil studierte Mathematik und Musikwissenschaft an der Johann Wolfgang Goethe-Universität Frankfurt am Main, außerdem Schulmusik an der Hochschule für Musik und Darstellende Kunst Frankfurt am Main. 1980 bis 1982 lehrte er sowohl an Dr. Hoch’s Konservatorium Frankfurt als auch an einem Gymnasium. 1981 legte er sein Staatsexamen ab, 1982 wurde er mit Untersuchungen zum frühen Klavierstil von Claude Debussy und Maurice Ravel promoviert.
Ab 1982 lehrte er an der Universität Hildesheim und habilitierte sich dort mit einer Arbeit über E. T. A. Hoffmann als Komponist.
1997 bis 2018 war er Inhaber eines Lehrstuhls für Historische Musikwissenschaft an der Universität Paderborn und Hochschule für Musik Detmold (Musikwissenschaftliches Seminar Detmold/Paderborn).
Gastweise lehrte er in Göttingen, Glasgow, Dublin, Manchester und in den USA.

## Veröffentlichungen (Auswahl)
- Musikgeschichte im Überblick, 3. Auflage, UTB Basiswissen Musik, 2018.
- Als Herausgeber: Basistexte Musikästhetik und Musiktheorie. Paderborn 2007, ISBN 978-3-8252-8359-9 (eingeschränkte Vorschau in der Google-Buchsuche).

## Einzelbelege
1. ↑  Mitteilung über die Verabschiedung Werner Keils in den Ruhestand, Universität Paderborn, Januar 2018; Abgerufen am 10. Juni 2024.

| Personendaten    | Personendaten                  |
| ---------------- | ------------------------------ |
| NAME             | Keil, Werner                   |
| KURZBESCHREIBUNG | deutscher Musikwissenschaftler |
| GEBURTSDATUM     | 1952                           |
| GEBURTSORT       | Moers                          |